# Pamiat’ Parijskoï Kommouny
 (février 2023).
Pamiat’ Parijskoï Kommouny ( russe : Память Парижской Коммуны « Mémoire de la Commune de Paris ») est une localité du raïon de Bor de l'oblast de Nijni Novgorod.

## Géographie
Cette localité est établie sur la rive gauche de la Volga, à 51 km en aval de la ville de Bor, pour y installer un chantier naval. Le 1er février 1932, le village du marigot « Pamiat’ Parijskoï Kommouny » du district Rabotkinsky est transformé en village ouvrier, abandonnant son ancien nom. Jusqu'en 2004, la commune avait le statut d'agglomération de type urbain.

## Histoire

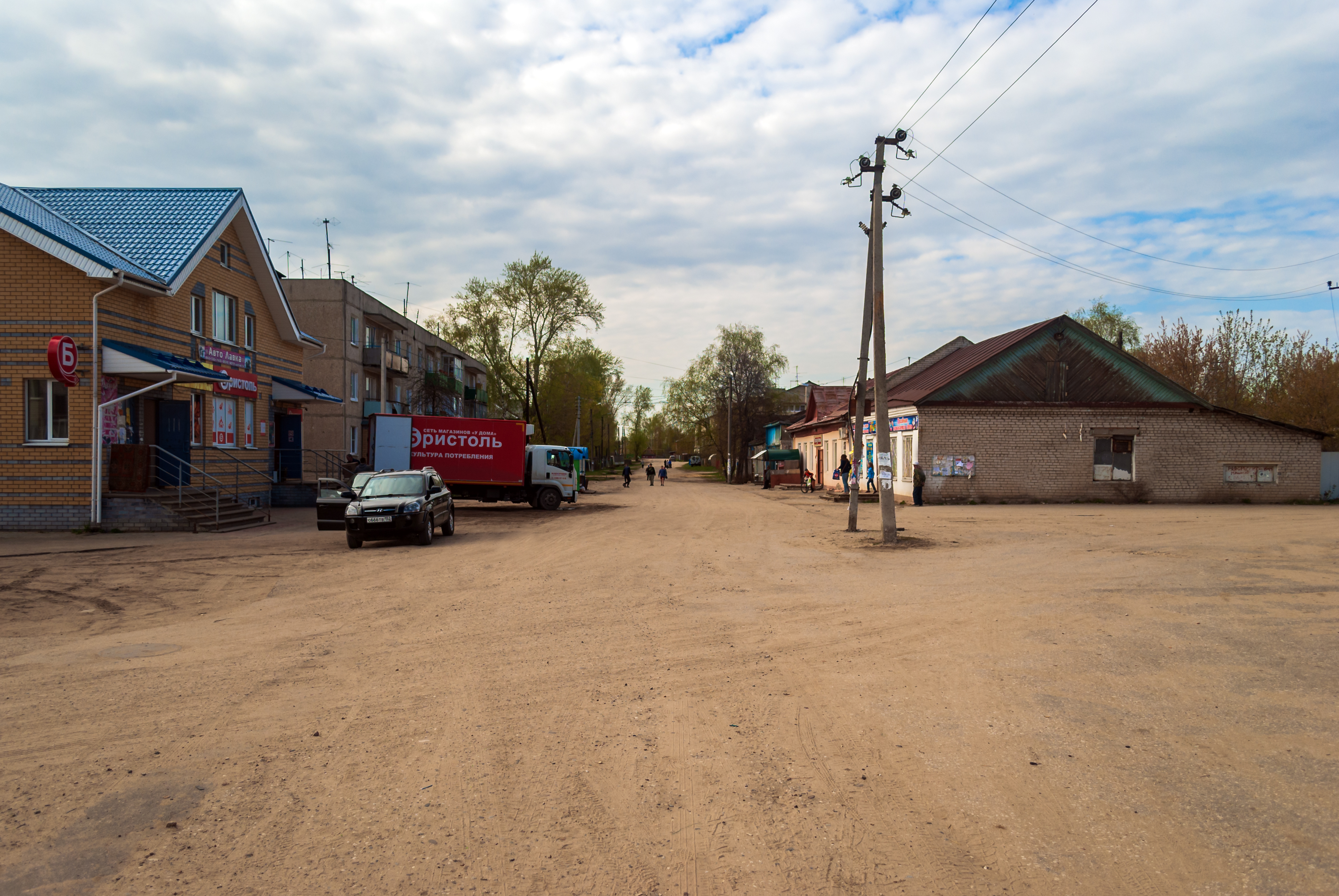
Place du marché

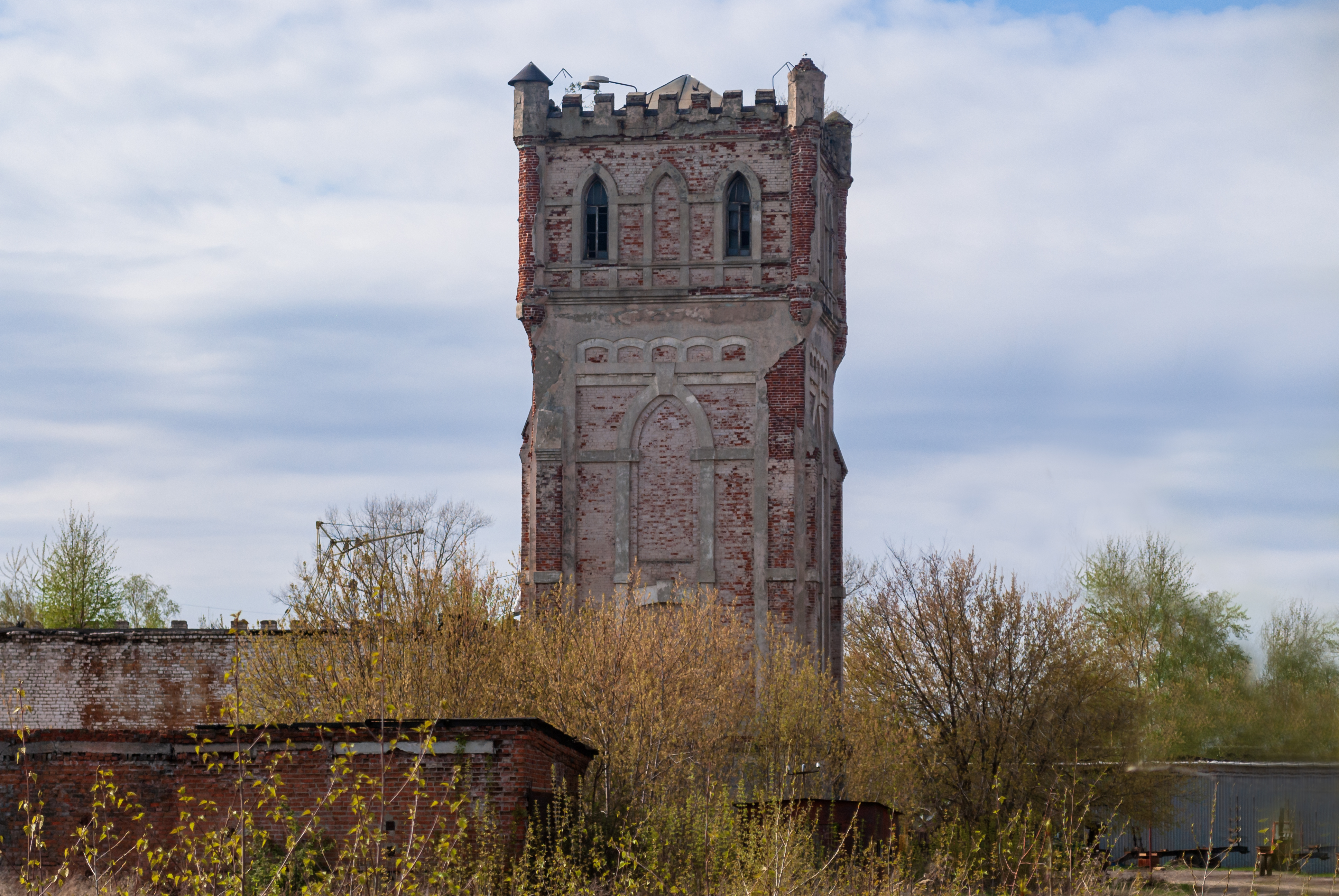
Château d'eau d'un chantier naval

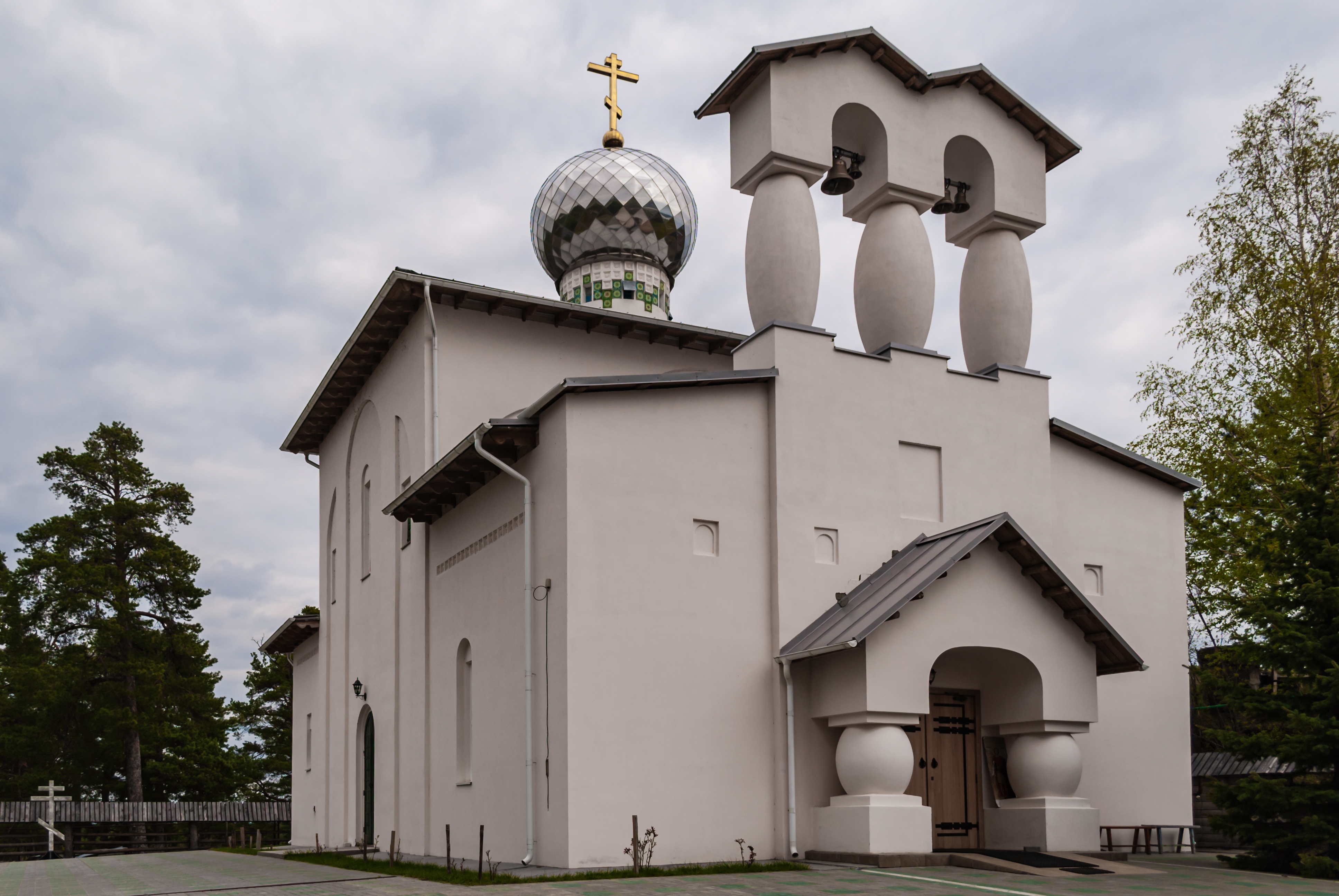
Église en l'honneur de l'icône souveraine de la Mère de Dieu

La première mention du village remonte à 1869. La même année, les terres du marigot Joukovski ont été achetées par le marchand Ivan Milioutine pour un millier et demi de roubles d'argent. Les premiers ateliers assurant la réparation des navires sont apparus.
En 1886, le développement actif du village commence avec: la construction des premières maisons à des fins d'habitation permanente.
En 1917-1918, les flottilles et les chantiers sont nationalisés. Pendant la guerre civile, alors que des opérations militaires se déroulent sur la Volga, la flottille militaire de la Volga est formée à Nijni Novgorod. Les navires sont rééquipés à l'usine: pour les hôpitaux et le navire-siège Markine.
En 1923, le marigot Joukovski est rebaptisé marigot Pamiat’ Parijskoï Kommouny, et en 1932, il reçoit le statut de petite ville. En 1938, Vladimir Alexandrov, physicien bien connu et l'un des principaux auteurs du concept « d'hiver nucléaire », y est né. Pendant la Seconde Guerre mondiale, les ouvriers de l'usine ont exécuté des ordres de défense : ils ont fabriqué des mines et des motoneiges. Les navires de la flottille militaire de la Volga ont été envoyés dans la ville pour des réparations. La plupart des habitants de la ville sont allés au front et à la défense de Gorki contre les raids aériens allemands. Plus de trois cents d'entre eux sont morts. En leur mémoire, un complexe commémoratif a été érigé sur la place de la ville.
Il y avait douze héros de l'Union soviétique dans le raïon de Bor, dont deux étaient des habitants de cette commune : Dmitri Kalinine et Grigori Terentiev. Après la guerre, la construction élargie de maisons, de navires et d'ateliers reprend.
Au début des années 2010, il y a plus de 40 unités de la flotte dans le marigot. L'activité principale des habitants de la ville est le travail au chantier naval.
En 1996, une église est fondée dans la commune en l'honneur de l'icône souveraine de la Mère de Dieu. Initialement, la chaufferie de l'hôpital a été adaptée pour l'église. Puis, de 2013 à 2017, l'église est reconstruite par les paroissiens et le recteur à leurs frais.

## Population
3 761 (2010); 4 072 (2002) 4 968 (1989)